# Kamenička (Bílá Voda)

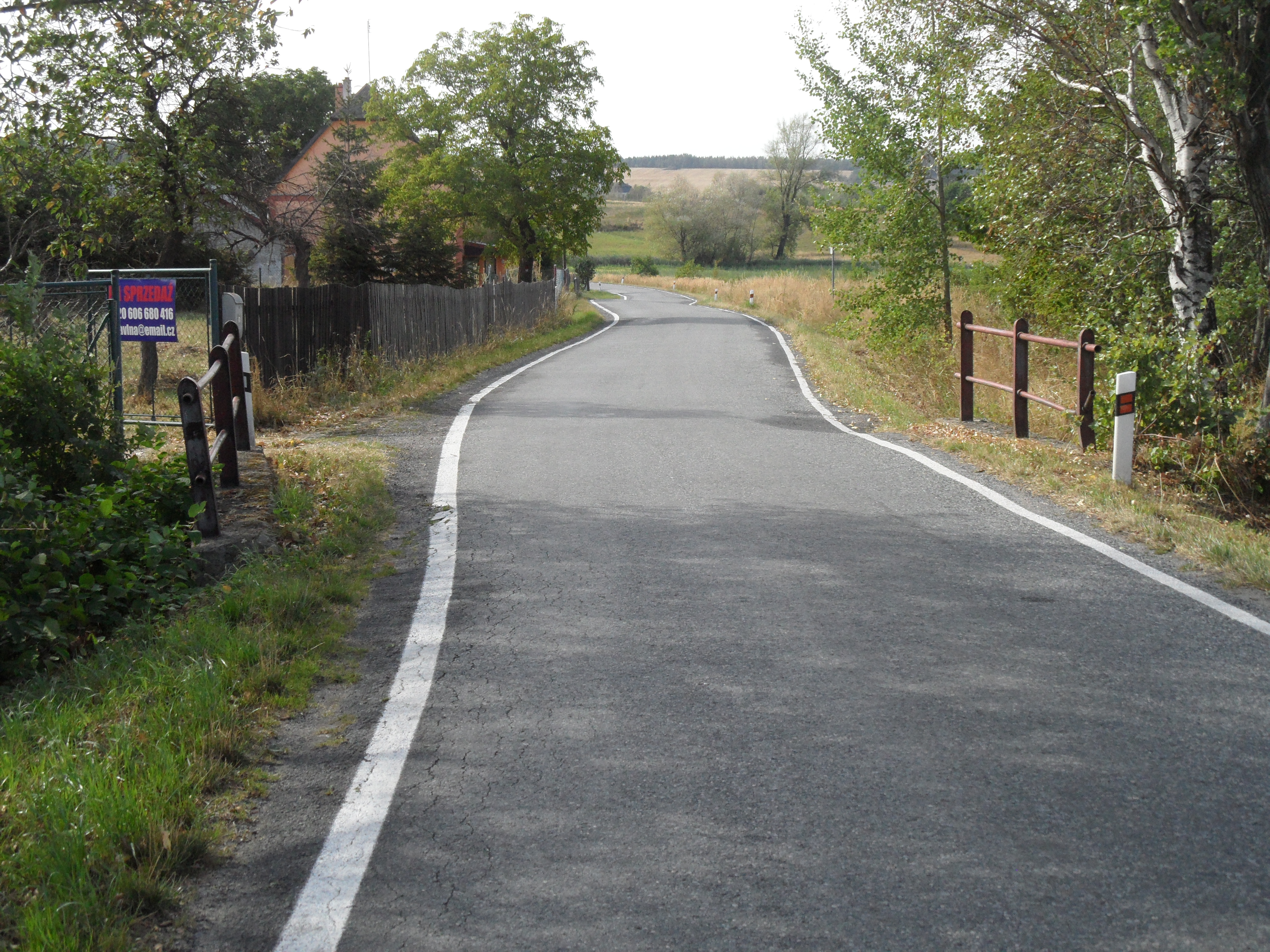
Straße nach Javorník

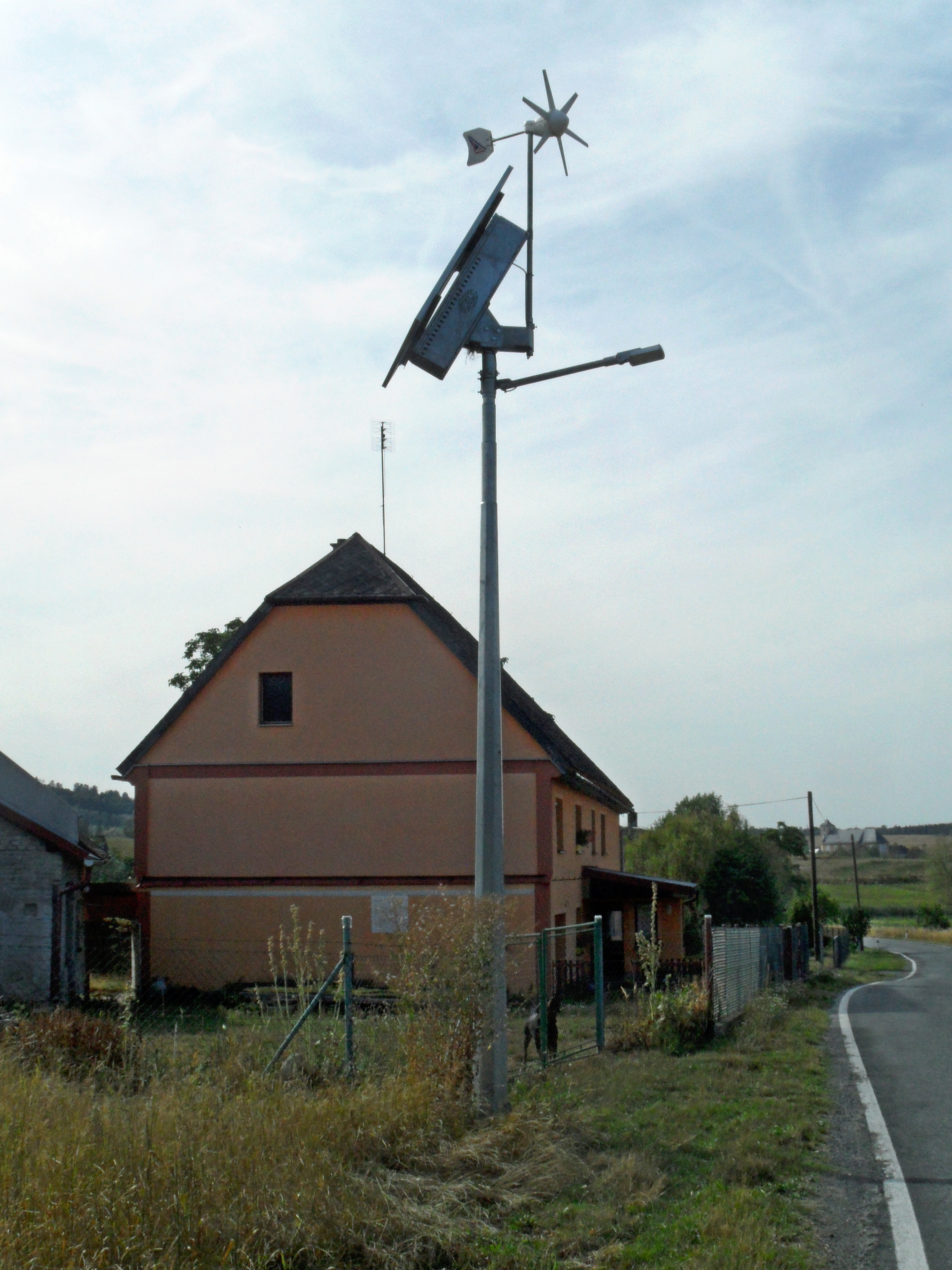
Haus in Kamenička

Kamenička (deutsch Kamitz-Überschar, polnisch Kamieniczka) ist ein Ortsteil der Gemeinde Bílá Voda in Tschechien. Er liegt vier Kilometer östlich von Złoty Stok an der polnischen Grenze und gehört zum Okres Jeseník.

## Geographie
Die Streusiedlung Kamenička befindet sich zwischen dem Bach Od Tří Lip/Kamienicka und einem linken Zufluss am Fuße des Reichensteiner Gebirges (Rychlebské hory). Südwestlich erhebt sich der Na Střelnici (433 m. n.m.).
Nachbarorte sind Kamienica im Norden, Paczków und Unikowice im Nordosten, Gościce im Osten, Horní Hoštice im Südosten, Travná im Süden, Karlov und U Šišky (Tannzapfen) im Südwesten, Hundorf und Ves Bílá Voda im Westen sowie Městys Bílá Voda im Nordwesten.

## Geschichte
Die Ansiedlung entstand außerhalb des Waldhufendorfes Kamitz als Ortserweiterung. Mit Überschar, Oberschar bzw. den Zusätzen remanentia agrorum, ager qui superabundat, excrescentia oder superfluitas wurden solche Feldstücke bezeichnet, die bei einer Neuausmessung der Fluren über das ursprünglich bestimmte Flächenmaß hinausgingen und für neue Ansiedlungen verwendet wurden. 
Die erste urkundliche Erwähnung des Ortes erfolgte 1325 als Besitz des Bistums Breslau. Zum Ende des 15. Jahrhunderts verpfändete das Fürstentum Neisse die Ansiedlung an die Stadt Patschkau. Kamitz-Überschar wurde daraufhin mit dem städtischen Gutsbesitz, der hauptsächlich aus Ober Gostitz bestand, verbunden.
Bei der Teilung des Fürstentums Neisse verblieb Kamitz-Überschar 1742 nach dem Vorfrieden von Breslau bei Österreich, während die Stadt Patschkau an Preußen fiel. Die Ansiedlung lag seitdem direkt an der Grenze zu preußisch Schlesien. Als Patschkauer Gutsbesitz wurde sie als „besonderes Gut“ in der Troppauer Landtafel geführt. Im Zuge der Säkularisation der geistlichen Fürstentümer in Preußen ging Kamitz-Überschar 1810 in das Eigentum der Stadt Patschkau über, die Verwaltung übte die Herrschaft Weißwasser aus.
Im Jahre 1836 bestand das Dorf Kamitz-Überschar aus 32 Häusern, in denen 216 deutschsprachige Personen lebten. Einige der Häuser, darunter ein Wirtshaus, lagen eine Achtelmeile abseits in einem bis dicht an Kamitz in Fürstentum Neisse hineinragenden Keil. Haupterwerbsquellen waren die Flachsspinnerei und der Tagelohn. Pfarr- und Schulort war Weißwasser. Bis zur Mitte des 19. Jahrhunderts blieb Kamitz-Überschar ein rittermäßiger Besitz der Patschkauer Kämmerei.
Nach der Aufhebung der Patrimonialherrschaften bildete Kamitz Überschar ab 1849 einen Ortsteil der Marktgemeinde Weißwasser im Gerichtsbezirk Jauernig. Ab 1869 gehörte Kamitz-Überschar zum Bezirk Freiwaldau. Zu dieser Zeit hatte das Dorf 202 Einwohner und bestand aus 32 Häusern. Der tschechische Ortsname Kamenička wurde zum Ende des 19. Jahrhunderts eingeführt. 
Im Jahre 1900 lebten in Kamitz-Überschar 159 Personen, 1910 waren es 174. Beim Zensus von 1921 lebten in den 30 Häusern des Dorfes 163 Menschen, darunter 124 Deutsche.
1930 bestand Kamitz-Überschar aus 30 Häusern und hatte 153 Einwohner, darunter 128 Deutsche, 22 Ausländer und 3 Tschechen. Nach dem Münchner Abkommen wurde das Dorf 1938 dem Deutschen Reich zugesprochen und gehörte bis 1945 zum Landkreis Freiwaldau. Nach dem Ende des Zweiten Weltkrieges kam Kamenička zur Tschechoslowakei zurück; die meisten der deutschsprachigen Bewohner wurden 1945/46 vertrieben. Der Grundbesitz der zu dieser Zeit bereits unter polnischer Verwaltung stehenden Stadt Paczków wurde vom tschechoslowakischen Staat trotz polnischer Proteste auf der Grundlage der Beneš-Dekrete als deutsches Eigentum konfisziert. 
1950 hatte das Dorf nur noch 91 Einwohner. Im Zuge der polnisch-tschechoslowakischen Grenzregulierung vom 13. Juni 1958 wurde der ins polnische Territorium hineinragende Keil mit einer Fläche von 6 ha an die Gemeinde Kamienica abgetreten; zu Kamenička kam ein Hektar Land an der Grenze zwischen Městys Bílá Voda und Kamienica hinzu. Damit wurde auch der Empfang des tschechoslowakischen Fernsehens in Bílá Voda möglich, der geeignete Standort für einen Sendemast lag zuvor auf polnischen Gebiet.
Bei der Gebietsreform von 1960 wurde der Okres Jeseník aufgehoben und Kamenička in den Okres Šumperk eingegliedert. Seit 1996 gehört Kamenička wieder zum Okres Jeseník. Beim Zensus von 2001 lebten in den 15 Häusern des Dorfes 60 Personen.
In Kamenička-u Bílé Vody befindet sich das Gemeindeamt von Bílá Voda.

## Ortsgliederung
Der Ortsteil Kamenička besteht aus den Grundsiedlungseinheiten Kamenička und Kamenička-u Bílé Vody.
Kamenička bildet den Katastralbezirk Kamenička u Bílé Vody. 